# Калягина, Людмила Васильевна
Людми́ла Васи́льевна Каля́гина (11 мая 1936, Княжна, Горьковский край — 14 апреля 2000, Чита) — советская учительница, директор средней школы села Смоленка Читинской области. Отличник просвещения СССР (1969), Заслуженный учитель школы РСФСР (1975), Герой Социалистического Труда (1978).

## Биография
Калягина Людмила Васильевна родилась 11 мая 1936 года в деревне Княжна (ныне — Данилово) Марийской АССР.
По окончании в 1956 году Йошкар-Олинского педагогического училища была направлена на работу в Читинскую область, село Смоленка учителем начальных классов в Смоленской начальной школе Читинского района. С 1962 года работала директором средней школы села Смоленка.
В 1971 году заочно окончила Читинский государственный педагогический институт.
В 1978 году Калягиной было присвоено звание Героя Социалистического Труда с вручением ордена Ленина и золотой медали «Серп и Молот».
Калягина Людмила Васильевна умерла 14 апреля 2000 года в Чите.

## Награды и звания
- Отличник народного просвещения (1963)
- Отличник просвещения СССР (1969)
- Заслуженный учитель школы РСФСР (1975)
- Золотая медаль «Серп и Молот» Героя Социалистического Труда и орден Ленина (1978)
- Почётный гражданин Читинской области (1997)

## Память
В средней общеобразовательной школе с. Смоленка создан школьный музей имени Калягиной Людмилы Васильевны.